# Доменико Гирландајо
Доменико Гирландајо (итал. Domenico Ghirlandaio; Фиренца, 1449 — Фиренца, 11. јануар 1494) је италијански ренесансни сликар. Пуно име му је Domenico di Tommaso Curradi di Doffo Bigord.
Рођен је у породици фирентинског златара као најстарији син. Учио се од Верокија и Ботичелија. Радио је заједно са својом млађом браћом. Од стране папе је позван у Рим 1483. где је радио на Сикстинској капели коју је осликао фрескама светог Фрање. Углавном је сликао фреске, али сликао је и слике и правио мозаике.
Најзначајнија дела су му слика хора цркве Санта Марија Нувела, фреске у Пизи, Сикстинској капели, слика старац и унук, као и слика поклоњење пастира. Његов најпознатији ученик је Микеланђело Буонароти. На својим фрескама у фирентинским црквама приказао је ликове из библијске историје као богате грађане. Помагали су му браћа Давид и Бенедето. Сматран је такође и за одличног портретисту.